# Łukasz Łazarewicz
Łukasz Łazarewicz (ur. 23 lipca 1981) – polski przedsiębiorca i menadżer, znawca rynku mediów i rozrywki, wykładowca SGH, Akademii Leona Koźmińskiego, Szkoły Wyższej im. Pawła Włodkowica. Aktualnie pełniący funkcję przewodniczącego Rady Nadzorczej operatora bukmacherskiego Betfan. Absolwent Uniwersytetu Warszawskiego na Wydziale Zarządzania.

## Życiorys
Łukasz Łazarewicz przez ponad 20 lat zawodowo związany był z polskim sportem. Pomiędzy listopadem 2007 roku, a lipcem 2015 roku, odpowiadał za zarządzanie Widzewem Łódź S.A (listopad 2007 – kwiecień 2011), Polski Związek Koszykówki (maj 2011 – kwiecień 2013) oraz Ekstraklasa S.A (luty 2013 – lipiec 2015). Od lipca 2015 do kwietnia 2016 pełnił funkcję Dyrektora Zarządzającego segmentu sportowego w Grupie Ringier Axel Springer Polska, gdzie odpowiadał między innymi za organizację Balu Mistrzów Sportu i wprowadzenie aplikacji mobilnej ekstraklasa.tv. Od 14 kwietnia 2016 roku, przez 10 miesięcy pełnił funkcję Prezesa Zarządu w Totalizatorze Sportowym. Przez okres jego pracy na stanowisku, firma uzyskała przychody przekraczające 5,6 miliarda złotych, przekraczając tym samym o 12% plan sprzedaży oraz wypracowała zysk operacyjny wyższy o 28% niż pierwotne przewidywania. Dodatkowo wprowadził na teren Polski grę multijurysdykcyjną Eurojackpot.
Po odejściu z Totalizatora Sportowego, Łazarewicz został doradcą strategicznym, odpowiedzialnym za rozwój i nadzór właścicielski nad uruchomieniem nowego operatora bukmacherskiego Betfan. Aktualnie Łukasz Łazarewicz obejmuje posadę przewodniczącego Rady Nadzorczej operatora.  